# Forelskelse
 Der er for få eller ingen kildehenvisninger i denne artikel, hvilket er et problem. Du kan hjælpe ved at angive troværdige kilder til de påstande, som fremføres i artiklen.

Forelskelse, kærlighed og begær er tre forskellige følelser eller måske snarere primitive drifter, som kan måles tre forskellige steder i hjernen, fordi hver tilstand udløser forskellige hormoner. Forelskelse er en af menneskets stærkeste oplevelser.

## Forelskelsens psykologi
Holdningerne til kærligheden er meget forskellige fra menneske til menneske. Nogle mener, at man kun elsker én gang i livet, at de straks vil vide det, når de møder deres livs kærlighed, at lige netop deres elskede er et helt særligt menneske – et pragteksemplar af menneskearten – udvalgt til netop dem; og så er der dem, der mener, at kærligheden overvinder alt - at kærligheden har en sådan styrke, at to mennesker, der elsker hinanden, vil overvinde alle forhindringer, der måtte optræde på vejen til den fuldendte lykke. Nogen mener, at omtalte holdninger er lidt urealistiske. En undersøgelse har vist, at 40% af dem, der bliver afvist af målet for deres kærlighed, får en depression.[kilde mangler] Det er ikke så godt at være urealistisk i sin holdning til kærlighed.
Problemer opstår, når to med væsentlig forskellige holdninger til kærligheden forelsker sig, fordi de vil have forskellig tilgang til processen, kærlighedsforløbet.
Nogle mener, at forelskelse og begær er opstået på to forskellige stadier i menneskets udvikling. Først kom begæret, så forelskelsen. 
Forelskelse mellem to voksne er rent biologisk, sandsynligvis en viderebygning af mor-barn-tilknytningen. 

## Forelskelsens fysiologi
Begær udløser en stigning i hormonerne androgen og østrogen. Mens forelskelse betyder udskillelse af dels oxytocin, dels  endorfiner. 
Oxytocin har indflydelse på vores evne til at danne varige bånd med en anden. Hormonet kendes også fra andre pattedyr. Markmus, som danner par for livet, producerer store mængder oxytocin, og hvis den produktion stopper, mister de evnen til at indgå monogame forhold. Desuden ved man også, at begær og forelskelse hører hjemme to forskellige steder i hjernen. Intens romantisk forelskelse, som fysiologisk foregår i højre hjernehalvdel, har mere at gøre med aspekter som motivation, belønning og drivkraft end med følelser og sex. Forskerne peger på de to områder den menneskelige hjerne, der sørger for at gøre os forelskede:  VTA-område (Ventral Tegmental Area) – i bunden af hjernen og nucleus caudatus i midten af hovedet. Begge områder er vigtige for hjernens system for motivation, belønning og drivkraft og er involverede i produktionen af stoffet dopamin, der blandt andet er med til at skabe intens lykkefølelse. Det forklarer også, hvorfor en forelsket føler sig drevet til at vinde sin elskede. Også stoffet serotonin har en vigtig rolle, fordi det regulerer vores humør. Jo højere produktion af serotonin i hjernen, jo gladere er vi. Forelskelsens styrke og det faktum, at VTA-området og nucleus caudatus tilhører den primitive del af hjernen, som vi til dels har tilfælles med andre pattedyr, får forskerne til at konkludere, at forelskelse slet ikke er en følelse, men at der er tale om en primitiv drift. 
Mennesket har udviklet tre adskilte, men forbundne systemer i hjernen til parring og reproduktion: seksualdriften, forelskelsen og binding til fast partner i længere tid, og hvilken fase den elskende er i. Det kan måles i en scanner. 
Om den sammenhæng, der ofte er mellem begær og forelskelse, beror på kultur eller natur, må den fremtidige forskning vise.

## Stadier i følelseslivet
Ifølge psykologen Carol Gohm er menneskers stadier i følelseslivet forskellige. Der er 3 følelsesakser: 
1. Intensiviteten eller styrken af de følelsesmæssige reaktioner.

2. Graden af opmærksomhed overfor egne følelsesmæssige stemninger.

3. Klarheden, hvormed man evner at skelne egne forskellige følelser fra hinanden og kategorisere dem, mens man føler dem.
Ud fra disse tre akser, har han fundet fire former for følelsesliv:
1. Det heftige følelsesliv. Høj styrke. Høj opmærksomhed. Høj klarhed. Det er mennesker, hvis følelsesliv er en vigtig del af deres liv. De ved, hvad de føler i bestemte situationer, og de har nemt ved at reagere hensigtsmæssigt på deres egne følelser.  
2. Det overvældende følelsesliv. Høj styrke, men lav klarhed. Disse mennesker føler sig ofte overvældede og forvirrede over deres indre uro, som de ikke ved hvad er, og hvad den betyder. Derfor kan de ikke reagere hensigtsmæssigt på deres følelser, og følelserne virker ofte hæmmende på dem eller ligefrem lammende.
3. Det forstandige følelsesliv. Lav styrke. Middel opmærksomhed. Meget høj klarhed. Følelser spiller ikke den store rolle i disse menneskers liv, men når der en gang imellem alligevel opstår en stærk følelsesmæssig reaktion, så forholder de sig fornuftigt og bevidst til følelsen, og de reagerer hensigtsmæssigt på følelserne. 
4. Det kølige følelsesliv. Lav styrke. Lav opmærksomhed. Lav klarhed. Disse mennesker regner ikke følelseslivet for noget, man bør beskæftige sig med endsige ligge under for. Selv fortrænger de ofte deres følelser. De undgår ofte eller måske ligefrem flygter fra situationer i omverdenen, der kan risikere at udløse følelsesmæssige reaktioner. 
Det heftige og det forstandige følelsesliv kan kaldes for "omtanke-metoden", mens de andre to kan kaldes for "hæmnings-metoden".
De, der bruger omtanke-metoden, er mindre nervøse, mere udadvendte, mere åbne for nye indtryk, mere venlige over for andre, mere samvittighedsfulde, mindre depressive, mere optimistiske, har mere selvtillid og er mere tilfredse med tilværelsen.
De, der bruger hæmningsmetoden, er i øvrigt mindre tilbøjelige til at knytte sig nært til en partner, de har færre og mere overfladiske venskaber, de er mindre afholdte af deres omgivelser, og de får mindre både følelsesmæssig og praktisk støtte fra deres medmennesker.